# Martín Aguirregabiria
Martín Aguirregabiria Padilla (* 10. Mai 1996 in Vitoria-Gasteiz) ist ein spanischer Fußballspieler. Der Abwehrspieler steht in der Primeira Liga bei FC Famalicão unter Vertrag.

## Karriere

### Verein
Nachdem Aguirregabiria bereits seine Jugend bei Deportivo Alavés verbracht hatte, wechselte er 2014 zunächst in die zweite Mannschaft. Bis Sommer 2018 war er weiterhin Bestandteil der zweiten Mannschaft, absolvierte allerdings zur selben Zeit bereits Spiele für die erste Mannschaft. Am 4. Dezember 2017 bestritt er dort sein Debüt im Spiel gegen FC Girona.
Nach dem Abstieg von Deportivo Alavés 2022 wechselte Aguirregabiria zum portugiesischen Club FC Famalicão.

### Nationalmannschaft
Für die spanische U-21 absolvierte Aguirregabiria sein Debüt am 14. November 2018 gegen Dänemark.

## Erfolge
Nationalmannschaft
- U21-Europameister: 2019